# 알루도

2001년부터 2022년까지 사용된 이전 코렐 로고

알루도(Alludo, 정식 명칭: Cascade Parent Limited, 이전 이름: Corel Corporation, TSX: CRE) (나스닥: CREL)은 캐나다 온타리오주 오타와에 본사를 둔 컴퓨터 소프트웨어 회사이다. 코렐드로, 윈집, WinDVD, 페인트샵 프로, 워드퍼펙트와 같은 소프트웨어를 제조하는 것으로 알려져 있다.

## 현재 시판 제품
- 코렐 디자이너: 전문 기술 일러스트레이션 소프트웨어 (이전 이름: 마이크로그래픽스 디자이너)
- 코렐 디지털 스튜디오: 네 개의 응용 프로그램 제품군. 페인트샵 포토 익스프레스 (가벼운 페인트 샵 프로 버전), 비디오스튜디오 익스프레스 (영상 편집 프로그램), DVD 팩토리 (DVD 굽기 및 변환 프로그램), WinDVD (DVD 재생 프로그램)
- 코렐드로 - 벡터 그래픽스 편집기.
- 코렐 그래픽스 제품군 - 코렐드로, 포토페인트, 캡처의 제품군.
- 코렐 홈 오피스 - 마이크로소프트 오피스에 견주어 가격이 더 싼 대체판.
- 코렐 녹아웃 - 전문 이미지 마스킹 플러그인.
- 코렐 페인트 잇! 터치 - 윈도우 7 터치 스크린 PC를 위해 제작된 드로잉 및 페인팅 소프트웨어.
- 코렐 페인터 - 자연스런 도구(붓, 페인트, 크레용)를 따라한 프로그램. (이전 이름: 프랙털 페인터)
- 페인트 샵 프로 - 2004년 10월에 코렐은 비트맵 그래픽스 편집 프로그램 개발사 재스크 소프트웨어를 사들임.
- 파라독스 - 볼랜드에서 가져온 관계형 데이터베이스에 워드퍼펙트 오피스 프로페셔널 에디션을 포함.
- 코렐 포토 페인트 - 어도비 포토샵과 견줄만한 비트맵 그래픽스 프로그램으로 코 렐드로 그래픽스 제품군에 포함되어 있음.
- 코렐 스냅파이어 - 새로운 디지털 사진 관리 제품군으로, 구글의 피카사와 경쟁하고 있음.
- 코렐 벤추라 - 도스용 버전으로 출시된 탁상 출판 소프트웨어였으나 2002년에 부활하였음.
- 쿼트로 프로 - 볼랜드사에서 가져온 스프레드시트 프로그램이며 워드퍼펙트 오피스에 포함되어 있음.
- 워드퍼펙트 - 노벨사에서 가져온 문서 처리 프로그램. (본래 Satellite Software International에서 생산)
- 윈집 - 파일 압축/압축 해제 프로그램.
- 아이그래픽스 플로차터
- 아이그래픽스 프로세스
- 아이그래픽스 프로세스 포 식스 시그마
- 아이그래픽스 프로세스 센트럴
- 아이그래픽스 엔터프라이즈 센트롤 & 아이그래픽스 엔터프라이즈 모델러
- 아이그래픽스 IDEF0

## 과거 제품
- 브라이스 - 3차원 풍경 제작 소프트웨어. 2004년에 DAZ 프로덕션스에 팔림.
- 클릭 앤드 크리에이트 - 클릭팀이 만든 게임 개발 도구. 더 게임즈 팩토리에 팔림. 클리기 앤드 크리에이트 2는 IMSI에 팔렸으며 멀티미디어 퓨전스로 출시됨.
- 코렐 클립아트 갤러리
- 코렐드림3D
- 코렐 EZ-CD 크리에이터
- 코렐 인포센트럴
- 코렐 리눅스
- 코렐 R.A.V.E
- 코렐SCSI
- 코렐 텍스처
- XMetaL
- 코렐 Xara
- 코렐 SVG 뷰어

## 같이 보기
- 인터비디오
- 율리드 시스템즈